# NovaLogic
NovaLogic Inc. war ein 1985 von John Garcia gegründeter amerikanischer Entwickler und Publisher von Computerspielen mit Sitz in Calabasas (Kalifornien). Zu seinen bekanntesten Erfolgen zählen die erfolgreichen Militärsimulationsserien Comanche, Armored Fist und Delta Force. Novalogic war auch eins der ersten Unternehmen, die die Voxelgrafik in ihren Spielen einsetzten.

## Geschichte
Nach der Gründung von NovaLogic 1985 durch John Garcia, portierte das Unternehmen zunächst hauptsächlich Arcade-Spiele auf PC-Plattformen, zum Beispiel die erste PC-Portierung von Bubble Bobble. Anfang der 1990er entwickelte das Unternehmen zudem mit Super Mario’s Wacky Worlds einen Nachfolger zu Super Mario World für die Spielkonsole CD-i. Wegen der schwachen Verkaufszahlen der Konsole wurde die Entwicklung jedoch vorzeitig eingestellt und das Spiel nie veröffentlicht.
Das 1992 veröffentlichte Comanche: Operation White Lightning bildete den Auftakt zu einer vierteiligen Reihe von Flugsimulationen um den Kampfhubschrauber RAH-66 Comanche. Als erste Veröffentlichung verwendete es die von Novalogic entwickelte Voxel-Space-Engine, die von Novalogic weiterentwickelt und später auch für andere Serien genutzt wurde. 1994 eröffnete NovaLogic eine europäische Niederlassung in London. Unter Leitung von Paul Rebhan kümmerte sich dort ein elfköpfiges Team um Vertrieb, Verkauf und das Marketing innerhalb von Europa.
Entwicklungen zahlreicher Simulationen von kriegerischen Auseinandersetzungen machten die US-Armee auf NovaLogic aufmerksam. So wurde 1999 die Tochtergesellschaft NovaLogic Systems Inc. (NLS) gegründet, die die von NovaLogic für den Spielebereich entwickelte Technologie für Militär- und Ziviltrainingseinheiten nutzbar machte. NLS entwickelte in Zusammenarbeit mit verschiedenen Kommandeuren der US-Armee die Trainingssoftware für das Land-Warrior-Soldatensystem. Im Rahmen dieser Entwicklungen arbeitet NLS mit Lockheed Martin, Boeing und Sikorsky zusammen.
Für seine Spiele betrieb Novalogic dedizierte Multiplayer-Server. Im November 2008 startete im Zuge des neuen Titels Delta Force: Angel Falls die neue offizielle Community-Seite novaworld2.com. Sie beinhaltete neue Funktionen wie Galerien, Profilseiten und Clanseiten. Wie gehabt war dort ein Forum zu finden. Die neue Novaworld-Spiele-Seite bot auch die Funktionen eines Sozialnetzwerkes an. Man konnte Freundeslisten angelegen, Blogs erstellen, einen Chatraum besuchen oder sich persönlich mit einem Freund in einem Messenger unterhalten. Die Domain leitet mittlerweile auf die Unternehmenswebsite um.
Über den deutschen Publisher cdv veröffentlichte NovaLogic Delta Force Xtreme 2 sowie auch die 10th Anniversary Collection (enthält sechs Spiele der Delta-Force-Reihe sowie eine Black-Hawk-Down-Soundtrack-CD). Seither trat das Unternehmen nicht mehr als Spieleentwickler in Erscheinung.
Am 31. Oktober 2016 gab der schwedische Computerspielekonzern THQ Nordic bekannt, alle Geschäftsbereiche von Novalogic einschließlich der Marke zu übernehmen.

## Entwickelte Spiele
- The Rocketeer
- Wolfpack (1990)
- Ultrabots (1993)
- Black Fire (1995)
- Comanche-Serie:
  - Comanche: Operation White Lightning (1992)
  - Werewolf vs. Comanche 2.0 (1995)
  - Comanche 3 (1997)
  - Comanche Gold (1998)
  - Comanche 4 (2001)
- Armored-Fist-Serie
  - Armored Fist (1994)
  - Armored Fist 2 - M1A2 Abrams (1997)
  - Armored Fist 3 (1999)
- Delta-Force-Serie
  - Delta Force (1998)
  - Delta Force 2 (1999)
  - Delta Force: Land Warrior (2000)
  - Delta Force: Task Force Dagger (2002)
  - Delta Force: Urban Warfare (2002)
  - Delta Force: Black Hawk Down (2003)
  - Delta Force: Black Hawk Down - Team Sabre (2004)
  - Delta Force: Xtreme (2005)
  - Delta Force: Xtreme 2 (2009)
- F-16 Multirole Fighter
- F-22-Serie
  - F-22 Lightning II (1996)
  - F-22 Raptor (1997)
  - F-22 Lightning 3 (1999)
- MiG-29 Fulcrum (1998)
- Joint Operations: Typhoon Rising (2004)
  - Joint Operations: Escalation (2004)
- Tachyon: The Fringe (2000)